# Pach János
Pach János (1954. május 3. –) magyar–amerikai matematikus, számítógéptudós, a Magyar Tudományos Akadémia levelező tagja, akinek fő kutatási területei a kombinatorika, a diszkrét és számítási geometria.

## Élete
Pach Magyarországon született és nőtt fel. Apja, Pach Zsigmond Pál (1919–2001) neves történész, anyja Sós Klára (1925–2020) egyetemi matematikatanár volt, anyai nagynénje T. Sós Vera és férje Turán Pál világhírű matematikus. Pach nem matematikai tagozatos osztályba járt, de szorgalmasan oldogatta a KöMaL matematikai és fizikai feladatait. Az ELTE-n 1977-ben diplomázott, majd 1981-ben kisdoktorizott. 1983-ban szerezte meg az MTA-tól kandidátusi fokozatát, témavezetője Simonovits Miklós volt.
1977-től a Rényi Alfréd Matematikai Kutatóintézet tudományos munkatársa.
1986-tól a New York Egyetem alkalmazott matematikai fellegvárának, a Courant Matematikatudományi Intézetének kutatóprofesszora, ahol a számítási geometria nevű új tudományág születésénél bábáskodott. 1992–2011 között a City College of New York számítógép-tudományi elismert professzora, 2008–2009 között a Smith College Neilson-professzora.
2008-tól 2019-es nyugdíjazásáig az EPFL matematikaprofesszora volt.
A 2004-es International Symposium on Graph Drawing (nemzetközi gráfrajzolási szimpózium), illetve a 2015-ös Symposium on Computational Geometry (számítási geometriai szimpózium) programbizottságának elnöke. Kenneth L. Clarksonnal és Günter Zieglerrel közösen a Discrete and Computational Geometry főszerkesztője, számos más szakfolyóirat, köztük a Combinatorica, SIAM Journal on Discrete Mathematics, Computational Geometry, Graphs and Combinatorics, Central European Journal of Mathematics és a Moscow Journal of Combinatorics and Number Theory szerkesztőbizottságában is részt vesz.
A 2014-es szöuli International Congress of Mathematicians kombinatorikai szekciójának meghívott előadója volt. 2022-ben a Magyar Tudományos Akadémia levelező tagjává választották.

## Kutatásai
Pach számos könyv és több mint 300 tudományos cikk szerzője. Erdős Pál egyik leggyakoribb társszerzőjeként több mint 20 közös cikket jegyzett vele, ezért Erdős-száma 1.
Pach fő kutatási területei a kombinatorika és a diszkrét geometria. 1981-ben megoldotta Stanisław Ulam egy problémáját, megmutatva, hogy nem létezik olyan megszámlálható síkbarajzolható gráf, amely részgráfként minden ilyen gráfot tartalmaz.
Az 1990-es évek elején Micha Perlesszel, megalapozták a topologikus és mértani gráfok extremális problémáinak szisztematikus vizsgálatát.
Pach legtöbbet idézett cikkei a sík különböző görbecsaládjainak kombinatorikus bonyolultságával, és mozgástervezési problémákra való alkalmazhatóságával, a síkbeli ponthalmazok k-halmazainak és felező egyeneseinek maximális számával, gráfok metszési számával, síkbarajzolható gráfok rögzített ponthalmazokra történő beágyazásával, és ε-hálókra vonatkozó alsó korlátokkal foglalkoznak.

## Díjai és elismerései
Pach 1982-ben megkapta a Bolyai János Matematikai Társulat Grünwald-emlékérmét, 1990-ben a Mathematical Association of America Ford-díját, 1992-ben a Magyar Tudományos Akadémia Rényi-díját. 1998-ban az MTA Akadémiai Díját. 2005-ben a Jeruzsálemi Héber Egyetem Erdős-előadója volt. 2011-ben a számítási geometria területén végzett munkájáért az Association for Computing Machinery tagjává választották.
2014-ben az Academia Europaea. 2015-ben az American Mathematical Society tagjává választották.

## Könyvek
- Pach, János, ed. (1993), New Trends in Discrete and Computational Geometry, vol. 10, Algorithms and Combinatorics, Springer-Verlag, ISBN 978-3-540-55713-5.
- Pach, János & Agarwal, Pankaj K. (1995), Combinatorial Geometry, Wiley-Interscience Series in Discrete Mathematics and Optimization, John Wiley & Sons, ISBN 978-0-471-58890-0.
- Aronov, Boris; Basu, Saugata & Pach, János et al., eds. (2003), Discrete and Computational Geometry: The Goodman–Pollack Festschrift, vol. 25, Algorithms and Combinatorics, Springer-Verlag, ISBN 978-3-540-00371-7.
- Pach, János, ed. (2004), Towards a Theory of Geometric Graphs, vol. 342, Contemporary Mathematics, American Mathematical Society, ISBN 978-0-8218-3484-8.
- Pach, János, ed. (2004), Graph Drawing: 12th International Symposium, GD 2004, New York, NY, USA, September 29-October 2, 2004, vol. 3383, Lecture Notes in Computer Science, Springer-Verlag, ISBN 978-3-540-24528-5.
- Brass, Peter; Moser, W. O. J. & Pach, János, eds. (2005), Research Problems in Discrete Geometry, Springer-Verlag, ISBN 978-0-387-23815-9.
- Goodman, Jacob E.; Pach, János & Emo, Welzl, eds. (2005), Combinatorial and Computational Geometry, vol. 52, MSRI Publications, Cambridge University Press, ISBN 978-0-521-84862-6, <http://www.msri.org/communications/books/Book52/index.html>.
- Goodman, Jacob E.; Pach, János & Pollack, Richard, eds. (2008), Surveys on Discrete and Computational Geometry: Twenty Years Later, vol. 453, Contemporary Mathematics, American Mathematical Society, ISBN 978-0-8218-4239-3.
- Pach, János & Sharir, Micha (2009), Combinatorial Geometry and Its Algorithmic Applications: The Alcalá Lectures, Mathematical Surveys and Monographs, American Mathematical Society, ISBN 978-0-8218-4691-9.
- Pach, János, ed. (2013), Thirty essays on geometric graph theory, Springer, ISBN 978-1-4614-0110-0.